# メイツ中国
株式会社メイツ中国（英: Mates Chugoku Co., Ltd.）は、広島県広島市中区に本社を置く人材紹介・職業紹介コンサル・人材派遣・教育研修等のサービスを行う総合人材サービス会社である。社団法人日本人材派遣協会の会員。

## 沿革
- 1989年（平成元年）
  - 6月 - 主に三菱商事と全日本空輸が出資する純粋持株会社であるメイツホールディングスと、中国新聞社、中国新聞情報文化センター、中国新聞企画サービス、中国放送、中国電力、広島ガスの出資により設立。
    - なお設立当初は広島銀行、もみじ銀行、マツダも出資していた。

  - 9月 - 一般労働者派遣事業認可（般34-010045）取得。
- 2000年（平成12年）12月 - 有料職業事業許可（34-ユ-010070）取得。
- 2006年（平成18年）4月 - プライバシーマーク取得。

- 2010年（平成22年）1月 - 同じくメイツホールディングス傘下だったメイツ、メイツ北海道、メイツ東海、メイツ京都、メイツ大阪、メイツ九州が他の人材サービス会社グループ傘下へ移行した中、メイツ長野、アローメイツ、メイツ中国は既存の他の出資会社の系列となる。
- 2014年（平成26年）10月 - 中国電力の関連会社・株式会社エネルギア人材ソリューションと経営統合し、サービスエリアを中国5県に拡大。
- 2015年（平成27年）3月 - 厚生労働省より「優良派遣事業者」認定を取得。
- 2016年（平成28年）2月 - 事業拡大に伴い、本社増床移転。
- 2017年（平成29年）4月 - 岡山キャリアセンター開設。
- 2018年（平成30年）3月 - 厚生労働省より「優良派遣事業者」更新認定。
- 2019年（平成31年）3月 - 厚生労働省より「職業紹介優良事業者」認定を取得。

## 許認可番号
- 有料職業紹介事業 34‐ユ‐010070
- 労働者派遣事業 派34-010045

## 事業所一覧
- 広島本社 - 広島市中区胡町4-21　朝日生命広島胡町ビル
- 福山支店 - 福山市東桜町12-5　中国新聞備後本社ビル5F
- 岡山支店 - 岡山市北区内山下1-11-1　うちさんげ電気ビル2F
- 岡山キャリアセンター - 岡山市北区柳町2-1-1　山陽新聞社本社ビル15階
- 山陰支店 - 松江市御手船場町553-6　松江駅前エストビル6階
- 山口支店 - 山口市中央2-4-5　山口中企ビル4F

## 運営サイト
- メイツ中国
- 派遣お仕事ナビ - 派遣求人サイト
- 転職プロジェクト - 転職支援サイト
- メイツアカデミー - 社員研修・企業研修サイト